# جيولوجية طبية

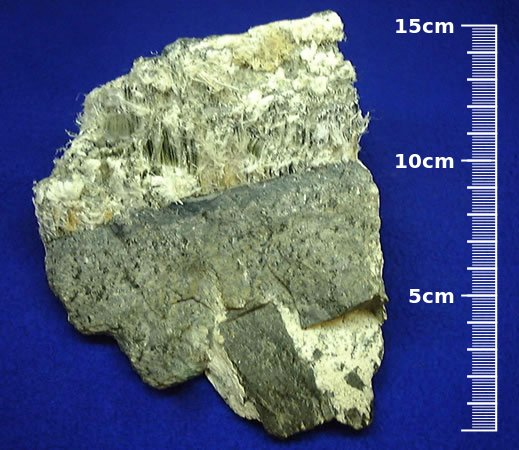

الجيلوجيا الطبية (بالإنجليزية: Medical geology)‏ تعتبر دراسة الجيولوجية الطبية من أحدث العلوم بالوقت الراهن، وذالك بسبب زيادة الأمراض المرتبطة بالتلوث وأنواعه، والذي يؤدي إلى زيادة بعض العناصر والمعادن بأقسام الكائنات الحية مما يسبب المرض.
تعرف الجيولوجيا الطبية: بأنها العلم الذي يهتم بدراسة العلاقات بين العوامل الجيولوجية وآثارها على صحة الكائنات الحية بالإضافة إلى محاولة فهم تأثير العوامل البيئية العادية على التوزيع الجغرافي للمشاكل الصحية في الإنسان والحيوان والنباتات.
معظم العناصر الكيميائية الموجودة على هيئة معادن فلزية ولا فلزية تدخل لجسم الكائن الحي بطريقة مباشرة أو غير مباشرة مما يؤدي إلى التأثير الضار باسمها. أن معظم النشاطات المختلفة التي يقوم بها الإنسان أدت بصورة أو بأخرى إلى إعادة توزيع هذه العناصر من منطقة إلى أخرى بحيث يختلف تأثيرها باختلاف المنطقة. إن وجود العناصر السامة أو المشعة بالطبيعة سواء كانت نتاج لعمليات التجوية والتعرية الصخور أو ناتجة عن أنشطة بشرية تؤدي إلى زيادة تركيز العناصر باجسام الكائنات عن طريق الغذاء أو الماء أو الهواء.
يتواجد تدريس هذا التخصص في: كولومبيا، قبرص، شمال آسيا، بوليفيا، إسبانيا، أستراليا، بريطانيا.